# إيمي ماكدونالد (كاتبة)
إيمي ماكدونالد (بالإنجليزية: Amy MacDonald)‏ هي كاتبة للأطفال وكاتِبة بريطانية، ولدت في 1951.

## وصلات خارجية
- الموقع الرسمي